# Piotr Otawski
Piotr Otawski (ur. 9 marca 1976) – polski prawnik, specjalista ochrony środowiska i urzędnik państwowy, doktor nauk prawnych, w latach 2014–2015 podsekretarz stanu w Ministerstwie Środowiska i Główny Konserwator Przyrody.

## Życiorys
W roku 2000 ukończył prawo na Wydziale Prawa i Administracji Uniwersytetu im. Adama Mickiewicza w Poznaniu, a w 2002 – ochronę środowiska na tej samej uczelni. Absolwent studiów podyplomowych z ochrony środowiska i prawa ochrony środowiska w Wielkiej Brytanii, Niemczech i Holandii. W 2006 uzyskał na WPiA UAM stopień doktora nauk prawnych na podstawie pracy pt. Obszarowe instrumenty ochrony zasobów naturalnych środowiska. Wykładał na macierzystej uczelni oraz Wyższej Szkole Zarządzania i Bankowości w Poznaniu. Zdobył uprawnienia radcy prawnego. Autor kilkudziesięciu publikacji z zakresu problematyki ochrony środowiska i procesu inwestycyjnego.
Pracował jako asystent sędziego w Wojewódzkim Sądzie Administracyjnym oraz od maja 2008 do kwietnia 2009 jako przewodniczący rady nadzorczej Wojewódzkiego Funduszu Ochrony Środowiska i Gospodarki Wodnej w Poznaniu. Od grudnia 2007 do lutego 2009 był zarazem doradcą w gabinecie ministra środowiska Macieja Nowickiego. W lutym 2009 został zastępcą Głównego Konserwatora Przyrody, pełniąc funkcję do lipca 2014. Należał do Komisji Kodyfikacyjnej Kodeksu Prawa Budowlanego w latach 2012–2016, brał udział w tworzeniu projektów ustaw o udostępnianiu informacji o środowisku i jego ochronie, udziale społeczeństwa w ochronie środowiska oraz ocenach oddziaływania na środowisko. Przewodniczył zespołom negocjacyjnym w sprawach umów międzynarodowych, w tym polsko-niemieckich i NATO Supplemental, a także grupie roboczej konwencji z Espoo.
1 sierpnia 2014 objął stanowisko wiceministra środowiska, odpowiedzialnego za ochronę przyrody, leśnictwo oraz łowiectwo, i zarazem Głównego Konserwatora Przyrody. Odwołany z funkcji 19 listopada 2015. W 2016 został partnerem w kancelarii Otawski Dziura Jędrzejewski Garbarczyk.
W lutym 2024 został powołany stanowisko Generalnego Dyrektora Ochrony Środowiska.